# 베르너 슐라거

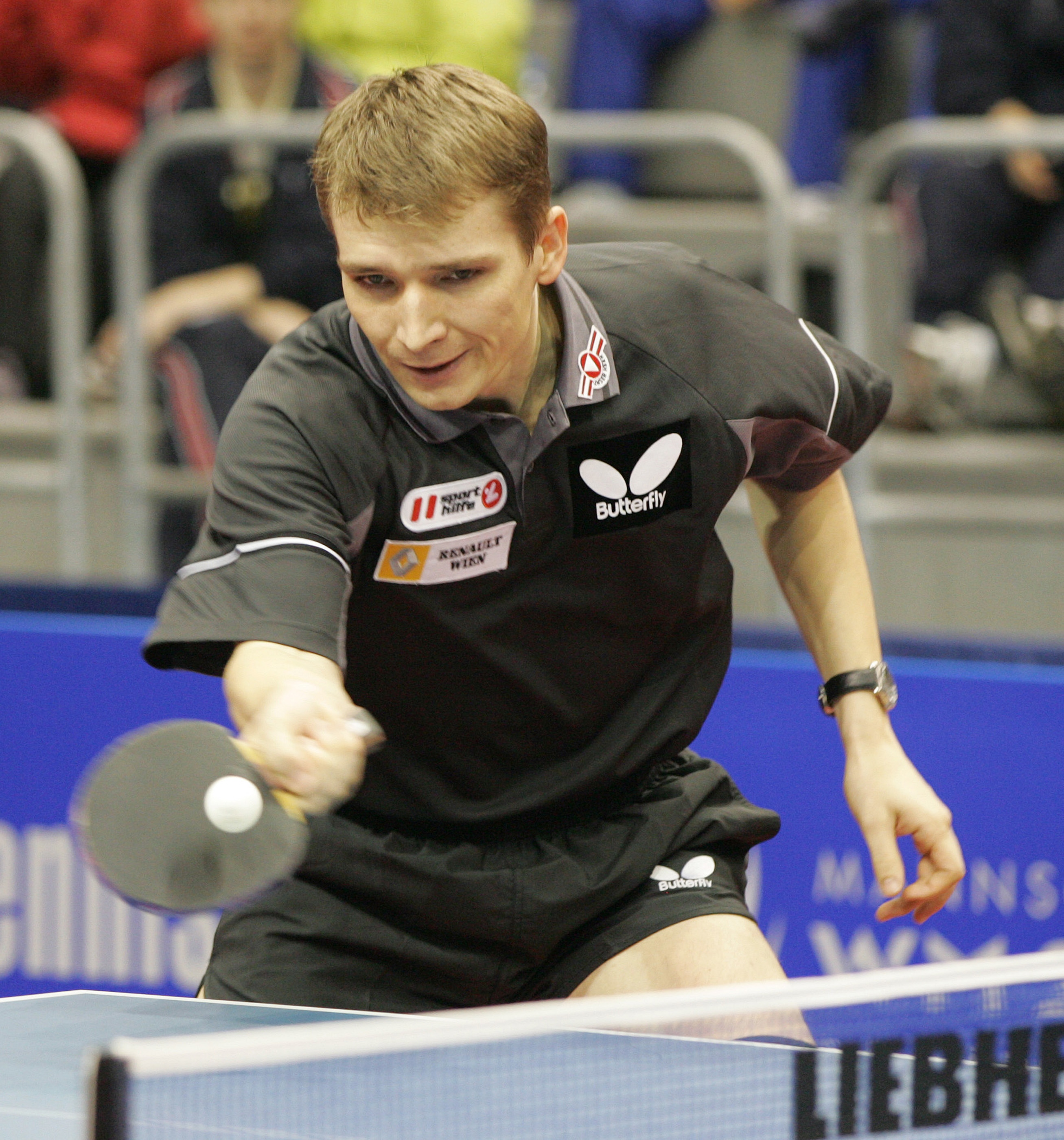
베르너 슐라거

베르너 슐라거(Werner Schlager, 1972년 9월 28일 ~ )는 오스트리아의 탁구 선수이다. 라켓은 버터플라이 사에서 제작된 자신의 이름을 딴 '슐라거'를 사용했으며, 양핸드 드라이브를 주무기로 하는 올라운드 플레이어 전형이었다. 제 47회 세계 탁구 선수권 파리 대회 남자 단식 우승자이다. 이 대회 단식에서 중국의 세계 톱클래스 선수 공링후이, 왕리친 등을 물리치는 투혼을 발휘하여 결승에 오르고, 한국의 주세혁 선수와 맞붙은 결승전 명승부 끝에 우승했다.